# Bachelor universitaire de technologie
Pour les articles homonymes, voir Bachelor (France) et BUT.
Le bachelor universitaire de technologie (BUT) est un diplôme national de licence professionnelle, et un diplôme national de l’enseignement supérieur français créé en 2019 sanctionnant les trois premières années d'études dans un institut universitaire de technologie (IUT). Ce diplôme permet la délivrance intermédiaire d'un diplôme universitaire de technologie (DUT). Il sanctionne trois ans d'études avec 180 crédits ECTS.

## Historique
Le Diplôme universitaire de technologie et la licence professionnelle évoluent en septembre 2021. À compter de cette date, un nouveau diplôme en trois ans, de niveau 6 au Répertoire national des certifications professionnelles (RNCP), et conférant 180 crédits ECTS,,, le « bachelor universitaire de technologie » devient le diplôme de référence des institut universitaire de technologie (IUT), codifié en 2023. S'inscrivant dans le cadre de l'arrêté Licences professionnelles de décembre 2019, le BUT en est une forme spécifique, uniquement dispensée au sein des instituts universitaires de technologie (IUT). Le diplôme universitaire de technologie (DUT) est réduit à un « diplôme intermédiaire » sans arrêté propre, seulement délivré sur demande. 
Le nom « licence universitaire de technologie » a également été envisagé,.
C'est un type de licence qui n'ouvre pas l'accès de droit aux masters, bien qu'il soit possible de candidater sur dossier à un master.

## Déroulement des études

### Objectifs
Selon l’arrêté de 2019, la formation vise l’acquisition des compétences nécessaires à l’exercice de l'activité professionnelle, et conduire à l'autonomie dans leur mise en œuvre. Elle permet aussi à des personnes engagées dans la vie professionnelle de valider les connaissances et compétences acquises, et d'obtenir la reconnaissance par un diplôme. Elle permet l'adaptation aux évolutions futures de l'emploi, de maîtriser le développement de sa carrière professionnelle et de ses besoins de qualification et permet la formation tout au long de leur vie. Enfin, elle participe à l'appropriation des valeurs citoyennes et concourt à l'épanouissement personnel, au développement du sens des responsabilités et à l'apprentissage du travail individuel et en équipe.

### Admission

#### En première année
L’arrêté de 2019 précise la composition du jury d'admission pour les candidatures après un diplôme de baccalauréat ou un titre de niveau 4 inscrit au RNCP.

#### En cours de formation
L'arrêté de 2019 permet une admission en cours de premier cycle par validation des acquis de l'expérience après examen de la candidature par un jury ad hoc. Son article 5 permet aux universités d'intégrer un BUT après :
- un début de cursus dans une autre licence professionnelle ;
- un début de cursus dans une licence ;
- un Brevet de technicien supérieur (BTS), un BTS agricole, ou un autre diplôme enregistré au niveau 5 du RNCP.

### Études

#### Organisation
La durée des études est de six semestres à temps plein dans le cas d'une admission post-bac, elle peut être réduite d'autant que de semestres déjà validés en cas d'admission après une première formation dans l'enseignement supérieur.
Les enseignements comportent des cours, des travaux dirigés et des travaux pratiques, pour 2 000 heures pour les spécialités du secteur d'activités production, et de 1 800 heures pour les spécialités du secteur d'activités services. Des activités de projets correspondent à 600 heures, et 22 à 26 semaines de stages.
Le BUT doit permettre une insertion professionnelle fixée au minimum à 50%.

## Mentions
Des mentions identiques aux spécialités des DUT sont définies, et permettent une adaptation locale pour un tiers du volume horaire. Cette adaptation permet d'adapter la formation au contexte local et intégrer les personnes venant d'autres formations.
Il existe 24 spécialités de BUT,.

### Secteur tertiaire
- BUT Carrières Juridiques (CJ)
- BUT Carrières Sociales (CS)
- BUT Gestion Administrative et Commerciale des Organisations (GACO)
- BUT Gestion des Entreprises et des Administrations (GEA)
- BUT Management de la Logistique et des Transports (MLT - ex GLT)
- BUT Information - Communication (Info-Com)
- BUT Science des Données (SD)
- BUT Techniques de Commercialisation (TC)

### Secteur scientifique
- BUT Chimie
- BUT Génie Biologique (GB)
- BUT Génie Chimique, Génie des Procédés (GCGP)
- BUT Génie Civil et Construction Durable (GCCD)
- BUT Génie Électrique et Informatique Industrielle (GEII ou GE2I)
- BUT Génie Industriel et Maintenance (GIM)
- BUT Génie Mécanique et Productique (GMP)
- BUT Métiers de la Transition et de l'Efficacité Énergétique (MT2E - ex GTE)
- BUT Hygiène, Sécurité et Environnement (HSE)
- BUT Informatique (Info)
- BUT Mesures Physiques (MP)
- BUT Packaging Emballage et Conditionnement (PEC)
- BUT Qualité, Logistique Industrielle et Organisation (QLIO)
- BUT Réseaux et Télécommunications (R&T)
- BUT Sciences et Génie des Matériaux (SGM)
- BUT Métiers du Multimédia et de l'Internet (MMI)

## Équivalence internationale

### Cas du Québec
Le BUT est reconnu comme étant équivalent à un diplôme d'études collégiales techniques (DEC technique de 3 ans) au Québec, soit entre un baccalauréat général du lycée français et la première année universitaire française. Le ministère de l'immigration du Québec précise que l'équivalent du baccalauréat universitaire au Québec (3-4 ans après le DEC général) est une licence (Bac+3).
Les universités du Québec peuvent cependant reconnaître une partie des cours du DUT qui sont de niveau universitaire, mais cette équivalence ne peut jamais dépasser plus de 50 % du programme universitaire québécois. Ceci peut signifier de prendre des cours jusqu'à deux années universitaires pour une reconnaissance du titre universitaire qu'offrirait le DUT en France.
Pour obtenir une équivalence, le ministère de l'immigration du Québec facture un montant forfaitaire pour l'analyse du dossier et chaque demande est traitée selon les antécédents totaux du demandeur. Cette équivalence permet aux acteurs économiques québécois d'avoir un comparatif avec le système d'enseignement québécois mais dans quelques rares cas, l'entreprise peut exiger d'obtenir un diplôme officiel québécois.

### Cas de la Suisse
L'équivalence du BUT en Suisse est le bachelor HES (Haute école spécialisée) et nécessite 180 crédits ECTS[réf. souhaitée]. Selon la discipline, le bachelor est un « Bachelor of Science » ou « Bachelor of Arts ».